# Muscardin volant
Kerivoula picta
Espèce
Statut de conservation UICN

 NT  : Quasi menacé
Le Muscardin volant (Kerivoula picta) est une chauve-souris d'Asie. 

## Description
Cette chauve-souris a un corps qui mesure de 3 à 5,5 cm, une envergure de 18 à 30 cm et une masse d'environ 5 g.
Ce chiroptère asiatique nocturne est d'un roux jaunâtre, vif au-dessus ; d'un jaune sale en dessous ; ses ailes d'un brun marron, rayées de jaune citron le long des doigts.
C'est une espèce bien connue depuis très longtemps. Cette chauve-souris a été décrite notamment par Buffon.

## Distribution
Ce mammifère vit en Inde, au Sri Lanka, dans le sud de la Chine et dans toute l'Asie du Sud-Est.

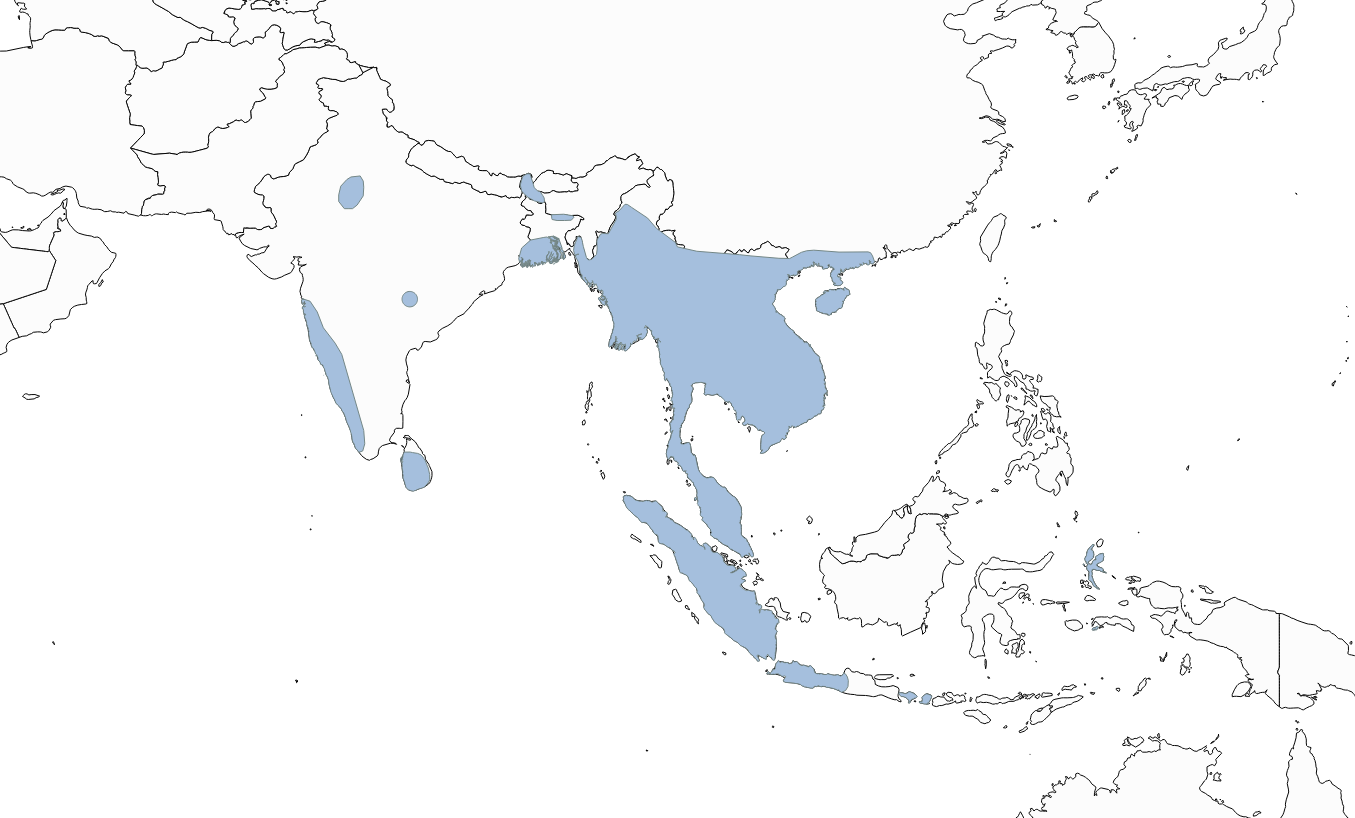
Aire de répartition du muscardin volant

## Taxonomie
Elle a été appelée Muscardin volant par Louis Jean-Marie Daubenton, Vespertilio ternatatus par Seba, Vespertilio pictiis par Linné. Le nom de genre Kirivoula a été proposé par F. Cuvier en 1832, celui de Rubellus par Kerr en 1792.  Elle est appelée au Sri Lanka kirivoula.
Son nom de muscardin fait référence à l'espèce de rongeur communément appelée muscardin, Muscardinus avellanarius.

## Liste des sous-espèces
Selon MSW:
- sous-espèce Kerivoula picta picta
- sous-espèce Kerivoula picta bellissima

### Référence taxonomique
- (en) UICN : espèce Kerivoula picta (Pallas, 1767) (consulté le 2 septembre 2020)
- (en) Mammal Species of the World (3e  éd., 2005) : Kerivoula picta  Pallas, 1767
- (en) Catalogue of Life : Kerivoula picta (Pallas, 1767) (consulté le 17 décembre 2020)
- (fr + en) ITIS : Kerivoula picta  (Pallas, 1767)
- (en) Animal Diversity Web : Kerivoula picta

### Note
1. ↑  Buffon, HISTOIRE NATURELLE, GÉNÉRALE ET PARTICULIÈRE, AVEC LA DESCRIPTION DU CABINET DU ROI. Tome Dixième page 92 à 94
2. ↑  Frédéric Georges Cuvier, Dictionnaire des sciences naturelles, 1829, 530 p. (lire en ligne), p. 41.
3. ↑  Manuel de Mammalogie ou histoire naturelle des Mammifères: ou Histoire naturelle des mammifères De René-Primevère Lesson Publié par Roret, 1827